# 鲍德温 (纽约州希芒县)
鲍德温（英語：Baldwin）是位于美国纽约州希芒县的一个镇，地处埃尔迈拉以东。2010年美国人口普查时，该镇有832人。其名称源于该地最早的两位定居者托马斯·鲍德温（Thomas Baldwin）与沃特曼·鲍德温（Waterman Baldwin）。